# Edgar Steiger
Edgar Steiger (* 13. November 1858 in Egelshofen; † 23./24. Oktober 1919 in München) war ein deutsch-schweizerischer Schriftsteller und Journalist.

## Leben

### Familie und Studium in Basel sowie Leipzig (1858–1883)
Edgar Steiger wurde als 12. Kind eines renommierten evangelischen Pfarrers geboren. Unter diesen Voraussetzungen schien sein Weg im kirchlichen Dienst bereits vorgezeichnet. So begann er nach dem Abschluss des Heinrich-Suso-Gymnasiums 1877 in Konstanz seine theologischen Studien an der Universität Basel. Bald wechselte er in die philosophische Fakultät, wo er u. a. auch die Lehrveranstaltungen Friedrich Nietzsches und Jakob Burckhardts hörte. Als dem Hochbegabten der Erwartungsdruck seiner streng konservativ-theologisch ausgerichteten Familie zu groß wurde, floh er 1879 ohne deren Wissen nach Leipzig. An der dortigen Universität Leipzig erwartete ihn ein freieres Studium. Dennoch brach Steiger dieses 1883 endgültig ab.

### Leipzig: Naturalismus und Sozialdemokratie (1884–1898)
Von 1884 an versuchte er sich als freier Schriftsteller und Theaterkritiker. Er wurde Mitarbeiter kritischer Literaturzeitschriften wie Die Gesellschaft oder Das Magazin für die Literatur des In- und Auslandes. Beide Blätter befassten sich mit der neu aufkommenden Literatur des Naturalismus. Steigers erste Schrift hierzu erschien 1889 unter dem Titel Der Kampf um die neue Dichtung.
Er hatte ein kämpferisches Naturell und fand in der jungen Sozialdemokratie eine Heimat. Edgar Steiger wurde mit den Führern der Sozialdemokratischen Partei Deutschlands wie August Bebel und Wilhelm Liebknecht bekannt. Durch seine einjährige Tätigkeit 1893/1894 als zweiter Redakteur des Vorwärts in Basel stand er auch mit den dortigen Sozialdemokraten wie Herman Greulich oder Nikolai Wassilieff in Verbindung. Zurück in Leipzig, wurde Steiger 1895 Redakteur des Feuilletons an der Leipziger Volkszeitung, hier verfasste er über viele Jahre hinweg kritische Artikel über politische Themen unter dem Pseudonym Cri-Cri. 1896 wurde er Redakteur der Neuen Welt, der kulturell ausgerichteten Sonntagsbeilage für die sozialdemokratischen Zeitungen. Hier fand Steiger eine Plattform für die literarische Richtung des Naturalismus. Dieses Engagement ließ ihn zum Mittelpunkt der größten Literaturdebatte der Epoche auf dem Gothaer Parteitag 1896 werden.
Kurz darauf hatte er sich mit der Staatsanwaltschaft auseinanderzusetzen. Insbesondere wegen einer in der Neuen Welt veröffentlichten Novelle, die sich den Vorwurf der Gotteslästerung gefallen lassen musste, wurde Steiger 1896 als verantwortlicher Redakteur im sog. „Nazarenerprozeß“ angeklagt und im März 1897 zu einer Gefängnishaft von viereinhalb Monaten in Zwickau verurteilt. Diese Zeit nutzte Steiger zur Abfassung seines umfangreichen, vielbeachteten Werks über die dramatische Literatur des Naturalismus: Das Werden des neuen Dramas.

### München: Theaterkritiker und Mitarbeiter an bedeutenden Zeitschriften (1898–1919)
Edgar Steiger verließ Leipzig im März 1898, um sich in München, der Stadt, die Schriftstellern zu damaliger Zeit ein im Vergleich mit anderen Großstädten freieres Schaffen versprach, anzusiedeln. Dort wurde er vielbeschäftigter Mitarbeiter, besonders der renommierten Zeitschriften Jugend und Simplicissimus. Für letztere Zeitschrift lieferte er bis zu seinem Tod mehr als 400 Texte, deren satirische Schärfe und Brillanz ihn neben Ludwig Thoma u. a. zu einem der vier „Hausdichter“ machte.
Als Theaterrezensent arbeitete er bei den Tageszeitungen Münchner Neueste Nachrichten, Hamburger Fremdenblatt oder Der Tag (Berlin) u. a. sowie für die Kulturzeitschriften Münchner Salonblatt bzw. Freistatt oder Das literarische Echo (Stuttgart, Berlin) u. v. a.
Durch seine Tätigkeit im Münchner Kulturleben stand er mit der Literaten- und Theaterwelt in enger Verbindung. Darunter waren insbesondere Michael Georg Conrad, Otto Falckenberg, Hanns von Gumppenberg, Karl Henckell, Josef Ruederer, Ludwig Thoma oder Frank Wedekind.
Während des Ersten Weltkriegs erschien Steigers Gedichtsammlung Weltwirbel. In dieser Zeit wandte er sich verstärkt sozialdemokratischen Blättern zu wie den Tageszeitungen Münchener Post oder Frankfurter Zeitung sowie den Zeitschriften Die Glocke und nach Kriegsende Die Neue Zeit.
Die Situation für Journalisten hatte sich – auch durch Papierknappheit – derart verschlechtert, dass Edgar Steiger, der bereits seit 1913 Mitglied beim „Schutzverband deutscher Schriftsteller“ (SDS) war, mit seinem Kampf für höhere Zeilenhonorare nur eine geringe Verbesserung der Lage erreichen konnte. Krieg, Verarmung und Hunger hatten Edgar Steigers Lebenskräfte erschöpft. Er starb in der Nacht vom 23. auf den 24. Oktober 1919 an einer akuten Lungenentzündung.

## Werke
- Ein deutsches Pamphlet wider die Schweiz. Ein Wort zu Schutz und Trutz. 1885.
- Der Kampf um die neue Dichtung. Kritische Beiträge zur Geschichte der zeitgenössischen deutschen Litteratur. 1889.
- Das Werden des neuen Dramas. Teil I: Henrik Ibsen und die dramatische Gesellschaftskritik. Teil II: Von Hauptmann bis Maeterlinck. 1898
- Weltwirbel. Gedichte. Fleischel, Berlin 1916.

Ferner:
- Artikel in zahlreichen Zeitungen und Zeitschriften
- Gedichte in Zeitschriften und Flugblättern